# Moussa Diabaté
Moussa Diabaté (geboren am 21. Januar 2002 in Paris, Frankreich) ist ein französischer Profi-Basketballspieler, der seit 2024 mit einem Zwei-Wege-Vertrag für die Charlotte Hornets in der National Basketball Association (NBA) sowie für die Greensboro Swarm in der NBA G-League spielt. Zuvor war er im College-Basketball für die Michigan Wolverines aktiv.

## Frühes Leben und Jugendkarriere
Diabaté wurde als Sohn von aus Mali und Guinea stammenden Eltern geboren. Er begann im Alter von zwölf Jahren beim Sporting Club Maccabi de Paris Basketball zu spielen. Nach wenigen Monaten wechselte er zu USD Charonne, später trat er für Saint Charles de Charenton Saint Maurice an. Im Alter von 14 Jahren zog er in die Vereinigten Staaten, um seine Basketballkarriere voranzutreiben. In der achten Klasse schloss er sich dem Mittelschulprogramm der Academy in Montverde, Florida an. Anfangs sprach er kein Englisch und hatte Mühe, sich an den amerikanischen Spielstil zu gewöhnen.

## Karriere

### Highschool
Als Neuntklässler (Freshman) in der Highschool spielte Diabaté für die Florida Preparatory Academy in Melbourne (Florida).
Als Zehntklässler (Sophomore) wechselte er zur DME Academy in Daytona Beach. In einem Spiel gegen die Marshall County High School aus Kentucky gelangen ihm 30 Rebounds. In jenem zweiten Highschool-Jahr erzielte er durchschnittlich 17,9 Punkte, 11,1 Rebounds und 2,2 Assists pro Spiel.
In der elften Klasse (Junior) wechselte er zur IMG Academy in Bradenton. Im Februar 2020 nahm er am Basketball Without Borders Global Camp während des NBA All-Star Weekends teil. Als Junior erzielte Diabaté durchschnittlich 14,5 Punkte und 7,0 Rebounds pro Spiel. In seiner Seniorensaison bestätigte er diese Werte in etwa und erzielte durchschnittlich 14,1 Punkte sowie 7,5 Rebounds pro Spiel. Mit dieser Leistung führte er sein Team zu 21 Siegen bei lediglich drei Niederlagen.

### College
Am 9. November 2020 verpflichtete sich Diabaté, College-Basketball für die Michigan Wolverines zu spielen. Er schlug dabei unter anderem Angebote der Arizona Wildcats, der Kentucky Wildcats und der Memphis Tigers aus.
Am 20. Februar 2022 wurde Diabaté in eine Schlägerei nach einer 63:77-Niederlage gegen das Team aus Wisconsin verwickelt, woraufhin man ihn für ein Spiel sperrte.
Im März 2022 wurde Diabaté in das Big Ten All-Freshman Team berufen.
In jener College-Saison erzielte er durchschnittlich 9,0 Punkte und 6,0 Rebounds pro Spiel. Am 25. April 2022 meldete er sich für den NBA-Draft 2022, behielt jedoch seine Spielberechtigung für das College-Team in Michigan zunächst bei.  Am 1. Juni 2022 gab Diabaté bekannt, am Draft teilnehmen zu wollen. Hierdurch erlosch seine Spielberechtigung für das College.

### NBA
Am 23. Juni 2022 wählten die Los Angeles Clippers Diabaté in der zweiten Runde mit dem 43. Draftpick aus. Diabaté trat dem Kader der Clippers für die NBA Summer League des Jahres 2022 bei. Bei seinem Debüt in der Summer League erzielte Diabaté zehn Punkte und sieben Rebounds bei einem 94:76-Sieg gegen die Memphis Grizzlies.
Am 22. Juli 2022 unterzeichnete Diabaté einen Zwei-Wege-Vertrag bei den Clippers. Sein Debüt feierte er am fünften Spieltag am Ende einer Niederlage gegen die Oklahoma City Thunder.

### Nationalmannschaft
Diabaté führte die französische U17-Basketballnationalmannschaft der Männer bei der U16-Europameisterschaft 2018 in Novi Sad (Serbien) auf den vierten Platz. Er erzielte im Durchschnitt 11,1 Punkte und 10,3 Rebounds pro Spiel und legte im Viertelfinale 16 Punkte und 17 Rebounds gegen den Gastgeber Serbien auf. Bei der U18-Europameisterschaft 2019 in Volos (Griechenland) erzielte er 13,1 Punkte, 11,1 Rebounds und 2,1 Blocks pro Spiel. Hier erzielte er im Spiel gegen den Gastgeber Griechenland 14 Punkte und 20 Rebounds.

## Karriere-Statistiken

### NBA

#### Hauptrunde
| Saison  | Team          | GP | GS | MPG | FG % | 3P % | FT % | RPG | APG | SPG | BPG | PPG |
| ------- | ------------- | -- | -- | --- | ---- | ---- | ---- | --- | --- | --- | --- | --- |
| 2022–23 | L.A. Clippers | 22 | 1  | 8.9 | .511 | .500 | .625 | 2.3 | 0.2 | 0.3 | 0.4 | 2.7 |
| 2023–24 | L.A. Clippers | 11 | 0  | 5.8 | .526 | —    | .643 | 2.2 | 0.4 | 0.5 | 0.1 | 2.6 |
| Gesamt  | Gesamt        | 33 | 1  | 7.8 | .515 | .500 | .633 | 2.2 | 0.2 | 0.4 | 0.3 | 2.7 |

### College
| Saison  | Team     | GP | GS | MPG  | FG % | 3P % | FT % | RPG | APG | SPG | BPG | PPG |
| ------- | -------- | -- | -- | ---- | ---- | ---- | ---- | --- | --- | --- | --- | --- |
| 2021–22 | Michigan | 32 | 26 | 24.9 | .542 | .214 | .619 | 6.0 | 0.8 | 0.3 | 0.9 | 9.0 |